# Gottfried Herrmann (Komponist)

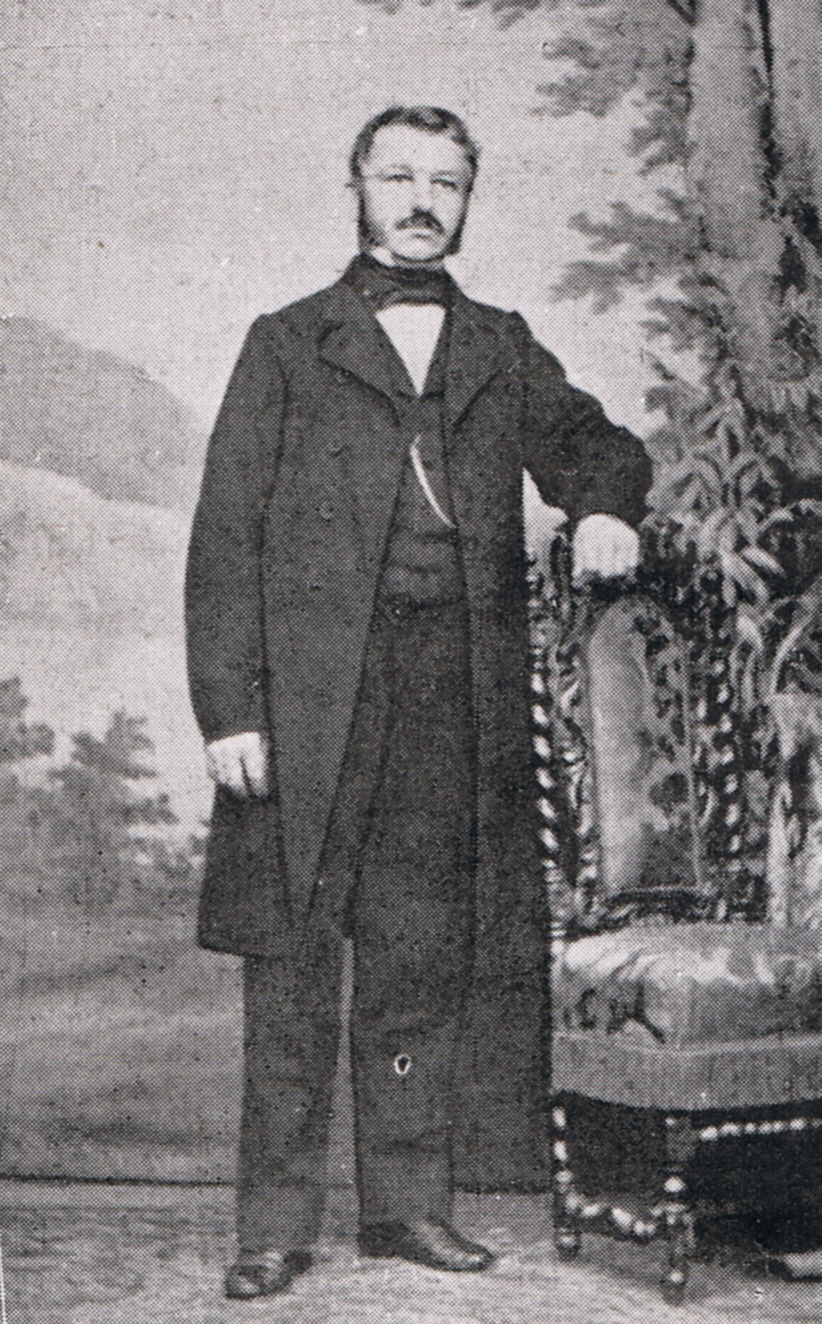
Gottfried Herrmann

Gottfried Herrmann (* 15. Mai 1808 in Sondershausen; † 6. Juni 1878 in Lübeck) war ein deutscher Organist und Komponist.

## Leben
Gottfried Herrmann entstammte einer thüringischen Musikerfamilie. Mit seinem Vater Johann Herrman kam er 1813 nach Nordhausen, wo dieser als Stadtmusikant angestellt war. Dort erhielt er ersten musikalischen Unterricht bei August Mühling. 1826 wurde er Louis Spohrs Schüler und Assistent in Kassel, wo er auch von Moritz Hauptmann unterrichtet wurde. Es folgten erste Anstellungen als Violinist in Hannover und Frankfurt.
1832 wurde er als Assistent von Johann Wilhelm Cornelius von Königslöw an die Lübecker Marienkirche berufen und übernahm dessen Amt nach seinem Tod 1834. Wie Königslöw war er zugleich städtischer Musikdirektor, und dies beanspruchte mit der Zeit mehr und mehr Raum, was zu Spannungen mit dem kirchlichen Amt führte. Herrmann sah sich mehr als Orchester- und Chordirigent und weniger als Organist. Er führte ein weithin bekanntes Quartett mit ihm selbst an der ersten Violine und am Klavier, Wilhelm Pape an der zweiten Violine, Louis Pape am Cello und Karl Herrmann (bis 1839) und dann Johann Daniel Zacharias Burjam an der Bratsche.
1844 wurde er zum Kapellmeister seiner Geburtsstadt Sondershausen ernannt. Dort hatte er die Hofkonzerte und Opernaufführungen zu leiten. Der Kirchenvorstand der Marienkirche beschloss, das Organistenamt wieder unabhängig vom Musikdirektorat zu besetzen, und berief Hermann Jimmerthal zu seinem Nachfolger.
Dem Rat der Stadt Lübeck gelang es, Herrmann 1852 wieder nach Lübeck zurückzuholen, nun mit alleiniger Verantwortung für das städtische Musikleben. Als städtischer Musikdirektor, nicht als Kirchenmusiker, sorgte er 1860 für die erste Aufführung von Johann Sebastian Bachs Matthäuspassion in Lübeck, die in der Katharinenkirche stattfand. Ein Jahr später folgte die Johannespassion in der Marienkirche.

## Werke
Herrmann war seinerzeit vor allem als Liedkomponist bekannt und geschätzt. Nach jahrzehntelanger Vergessenheit begann die Stadtbibliothek (Lübeck) 2000 mit der Neuausgabe einiger seiner Werke.
1855 brachte er eine große Oper, die das Schicksal Toussaint Louvertures zum Thema hatte, in Lübeck zur Uraufführung.